# 6e législature de Sonsorol

La 6e législature de Sonsorol a été élue le 29 février 2004 pour un mandat de quatre ans. Elle fait suite à la 5e législature, élue en 2000, et précède la 7e législature, élue en 2008.

## Membres

### Membres élus
| Nom             | Municipalités | Remarques                                     |
| --------------- | ------------- | --------------------------------------------- |
| Emilio Nestor   | aucune        | Il est élu dans une circonscription générale. |
| Quintina Nestor | aucune        | Il est élu dans une circonscription générale. |
| Agnes Isiwini   | Dongosaro     |                                               |
| Lawrence Sumor  | Pulo Anna     |                                               |
| Rinehart Tirso  | Merir         |                                               |
| Loreta Kintoki  | Fanna         |                                               |

## Contestation du début de mandat
Le début officiel de la Législature a eu lieu après la prestation de serment de ses membres, le 30 avril 2004. Cette date a conduit trois élus de la 5e législature à engager une procédure. En effet, ceux-ci estimaient que cette date les privaient de six mois de mandats, les limitants à 3,5 ans en fonction alors que la Constitution de l'État de Sonsorol prévoit un mandat de 4 ans : leur date d'investiture ayant été le 16 octobre 2000, ils estimaient que la prestation de serments de la nouvelle législature aurait dû avoir lieu le 16 octobre 2004.
Le 27 mai 2004, la Cour a émis une ordonnance restrictive empêchant les nouveaux députés d'exercer leur fonction en attendant sa décision. Le 31 août 2004, elle donne raison aux membres nouvellement élu qui reprennent alors leur siège.

## Sources